# Viiala
Viiala este o fostă comună din Finlanda.